# Five Nights at Freddy's (jogo eletrônico)
Five Nights at Freddy's é um jogo eletrônico independente de survival horror desenvolvido e publicado por Scott Cawthon. O jogo se passa em uma pizzaria fictícia chamada "Pizzaria Freddy Fazbear", onde o jogador assume o papel de um segurança que deve se defender de personagens animatrônicos do restaurante que se tornam móveis e homicidas à noite.
Scott Cawthon concebeu a ideia de Five Nights at Freddy's depois de receber críticas de seu jogo anterior, Chipper & Sons Lumber Co., um jogo direcionado ao público infantil, por conta de seus personagens involuntariamente assustadores que consistiam em movimentos que se assemelhavam a animatrônicos. Desenvolvido durante seis meses com o uso do motor de jogo Clickteam Fusion 2.5, Five Nights at Freddy's foi lançado para Microsoft Windows em agosto de 2014 no Desura e Steam. Foi posteriormente lançado para Android, iOS e Windows Phone em 2014, e para Nintendo Switch, PlayStation 4 e Xbox One em 2019.
Após o seu lançamento, Five Nights at Freddy's recebeu avaliações geralmente positivas da crítica, que elogiou a sua originalidade, simplicidade e atmosfera. Foi o jogo mais vendido no Desura na semana de 18 de agosto de 2014, e se tornou o principal tema de vários vídeos "Let's Play" do YouTube, ganhando rapidamente seguidores cult. O sucesso do jogo estabeleceu uma franquia de mídia, incluindo várias sequências, spin-offs, livros, mercadorias e uma adaptação cinematográfica. A popularidade do jogo também o tornou sujeito a diversos clones e fangames.

## Jogabilidade

O jogador deve verificar as câmeras de segurança para encontrar os animatrônicos

Five Night at Freddy's é um jogo eletrônico de survival horror com elementos de point-and-click. O jogador atua como segurança noturno de uma pizzaria fictícia, e deve completar seu turno que dura de meia-noite até às seis da manhã (8 minutos e 36 segundos) sem ser assustado pelos quatro personagens animatrônicos que habitam a instalação.
O jogador, sozinho em um escritório, tem acesso a uma rede de câmeras de segurança que fornecem vistas de várias partes do restaurante. Essas câmeras são usadas para rastrear os movimentos dos animatrônicos durante a noite. Cada personagem animatrônico possui padrões de movimentos distintos, e a maior parte desses movimentos ocorre fora da tela. A rede de câmeras é pouco iluminada e composta por ruídos, e uma câmera de segurança, localizada na cozinha, fornece apenas uma escuta de áudio. As câmeras não cobrem certas áreas do edifício, principalmente os dois corredores diretamente à esquerda e à direita do jogador, que exigem verificação por luzes que o jogador pode controlar clicando em um botão localizado ao lado de cada porta em seu escritório. O jogador não pode sair do escritório e deve fechar as portas do mesmo para autodefesa, o que também pode ser feito clicando nos botões adjacentes a cada porta.
O uso dessas mecânicas (câmeras, luzes e portas) consome energia elétrica limitada do jogador; se toda energia acabar, as câmeras ficam inoperantes, as portas abrem e as luzes se apagam. O principal animatrônico do restaurante, Freddy Fazbear, aparecerá posteriormente na porta esquerda com luzes piscando em seus olhos, enquanto uma versão em caixa de música da canção "Toreador March" toca. Após um período de tempo aleatório, o escritório ficará escuro e Freddy dará um jumpscare no jogador, resultando no final do jogo, a menos que o jogador chegue às 6 da manhã antes que isso ocorra. Se o jogador sofrer um jumpscare por qualquer um dos animatrônicos, deverá reiniciar desde o início da noite.
Five Nights at Freddy's possui cinco níveis que compreendem cinco "noites" no jogo, cada um aumentando em dificuldade. Após o término do jogo principal (5 noites), aparecerá uma estrela conquistável no menu do jogo em baixo do título, bem como uma sexta noite desvinculada das outras (e de maior dificuldade). Esta conclusão subsequentemente desbloqueia uma próxima estrela ao lado da primeira e abre uma sétima "noite customizada" durante a qual o jogador pode ajustar a dificuldade da inteligência artificial (IA) dos personagens animatrônicos que pode ser ajustada de 0 a 20. No desafio mais difícil do jogo, todos os animatrônicos são definidos com o nível mais alto de 20 (geralmente chamado de modo 20/20/20/20 ou modo 4/20).

## Enredo
Os jogadores controlam Mike Schmidt, que se escreveu como um guarda de segurança noturno em um restaurante de pizzaria familiar chamada "Pizzaria Freddy Fazbear". Uma mensagem de correio de voz do predecessor de Mike, que os jogadores chamam de "Phone Guy" (Cara do Telefone), toca todas as noites, nas quais Phone Guy conta a Mike sobre diferentes aspectos da história do restaurante, bem como dá dicas sobre a jogabilidade e sobrevivência. Phone Guy explica que os quatro personagens animatrônicos do restaurante — Freddy Fazbear, Bonnie, Chica e Foxy — tornam-se móveis à noite porque seus servomotores travam se ficarem desligados por muito tempo. O funcionário avisa a Mike que, se um dos animatrônicos encontrar um humano depois do expediente, ele os confundirá com um endoesqueleto animatrônico sem fantasia e os "colocará à força" em uma fantasia mecânica de Freddy Fazbear sobressalente, matando a pessoa no processo.
A mensagem de voz menciona "A Mordida de 87", um incidente que supostamente causou a perda do lobo frontal de uma pessoa e forçou a proibição da mobilidade diurna dos animatrônicos. Recortes de jornais no canto leste do corredor do restaurante revelam relatos de assassinatos que ocorreram no local, onde um homem atraiu cinco crianças para um quarto dos fundos, depois as matou. De acordo com os recortes, a polícia acredita que o homem usava um traje de mascote para ganhar a confiança das crianças. O suspeito foi indiciado e condenado. Mais tarde, o restaurante recebeu reclamações de que os animatrônicos começaram a emitir odores desagradáveis enquanto sangue e muco vazavam de seus olhos e bocas, com um cliente comparando-os a "carcaças reanimadas", implicando que os cadáveres das crianças foram colocados dentro dos animatrônicos. Isso se compara ao que o Phone Guy diz na Noite 1; “Se você fosse enfiado nos trajes, a única parte de você que provavelmente veria a luz do dia seriam seus olhos e boca, quando eles saírem da máscara.”
Após a quarta noite, Mike não recebe mais mensagens de voz de Phone Guy, que está implícito por ter sido morto por um dos animatrônicos enquanto gravava a quarta mensagem. Uma mensagem de voz ainda toca na quinta noite, mas consiste apenas em um som distorcido. Ao completar a quinta e sexta noites, Mike recebe o pagamento, mas ele é demitido assim que a sétima "noite customizada" é concluída.

## Desenvolvimento e lançamento
Scott Cawthon começou a desenvolver Five Night at Freddy's depois de receber críticas negativas em relação ao seu jogo anterior, o título de construção e gerenciamento Chipper & Sons Lumber Co. Os jogadores comentaram que os personagens de Chipper & Sons pareciam animatrônicos, enquanto que o revisor Jim Sterling chamou o jogo de involuntariamente "aterrorizante". Embora estivesse inicialmente desencorajado por esta má recepção, Cawthon, que anteriormente havia desenvolvido principalmente jogos orientados para cristãos, acabou usando-o para se inspirar a fazer algo intencionalmente mais assustador. Cawthon desenvolveu o jogo em seis meses usando o motor de jogo Clickteam Fusion 2.5, e usou o Autodesk 3ds Max para modelar os gráficos 3D.
Five Nights at Freddy's foi lançado pela primeira vez para Microsoft Windows via Desura em 8 de agosto de 2014. Em 18 de agosto, também foi disponibilizado via Steam. Um porte para Android foi lançado em 25 de agosto de 2014 na Google Play Store, enquanto que um porte para iOS foi lançado em 11 de setembro de 2014 na App Store. Uma versão para Windows Phone foi lançada em 5 de dezembro de 2014, e em 29 de novembro de 2019, foram lançados portes para Nintendo Switch, PlayStation 4 e Xbox One.

## Recepção
Five Nights at Freddy's foi bem recebido pela crítica especializada. No agregador de resenhas Metacritic, sua versão para Windows possui um índice de aprovação de 78/100, com base em 8 análises, indicando avaliações "geralmente favoráveis". A Indie Game Magazine elogiou o jogo por sua abordagem simples ao gênero de terror, rotulando-o como um "exemplo fantástico de como a inteligência no design e a sutileza podem ser usadas para tornar uma experiência aterrorizante". Ela observou que sua direção artística e mecânicas contribuíram para uma sensação de "tensão brutal" no jogo, mas, em seu lançamento, o criticou por demorar muito para carregar os cenários.
Omri Petitte, da PC Gamer, concedeu a Five Nights at Freddy's uma nota de 80 em 100, comentando que o jogo adotou uma abordagem "menos é mais" em seu design e elogiando a atmosfera geral por enfatizar o medo e o suspense de uma ameaça próxima, ao invés da chegada da ameaça em si como em outros jogos de terror. No entanto, Petitte criticou a jogabilidade do jogo, considerando-a repetitiva quando os jogadores a domina, e observando que eles "não possuem muito mais a esperar além de gerenciar a vida útil da bateria e o tempo cuidadoso de fechar as portas". Ryan Bates, da Game Revolution, deu ao jogo uma nota 9 de 10, elogiando a sua apresentação minimalista (particularmente seu design de áudio e falta de música) que contribui para o seu tema de terror, juntamente com sua jogabilidade repetitiva que "[atinge] níveis quase do tipo TOC, aumentando a tensão no ambiente." Ele opinou que o tema de terror do jogo era "bem feito", mas achou sua duração muito curta. Shaun Musgrave, da TouchArcade, deu uma classificação de 3,5 em 5, observando a dependência do jogo na atmosfera para induzir o medo, opinando que "se a atmosfera não chegar até você, tudo o que resta é um jogo muito simples de luz vermelha-luz verde." Jeffrey Matulef, da Eurogamer, chamou o jogo de "maravilhosamente criativo" e comparou os seus animais animatrônicos a Weeping Angels devido às suas capacidades de se moverem apenas quando não estão sendo observados.

## Classificações
Five Nights at Freddy's recebeu várias classificações ao longo dos anos, destacando-se em listas de melhores jogos de terror e jogos indie. Em 2014, foi incluído nas listas da IGN e PC Gamer entre os melhores jogos de terror, ocupando a 6ª e a 8ª posição, respectivamente. Em 2015, foi reconhecido na Pocket Gamer como um dos melhores jogos de terror mobile, e na Kotaku como o 3º melhor jogo de terror.
Em 2016, foi listado pela IndieDB como o 8º melhor jogo indie de terror, e em 2017 apareceu na lista dos melhores jogos indie de todos os tempos da PC Gamer.
| Ano  | Publicação/crítica | Lista                                          | Posição | Ref.   |
| ---- | ------------------ | ---------------------------------------------- | ------- | ------ |
| 2024 | IGN                | Os 25 Melhores Jogos de Terror                 | 10      | [ 35 ] |
| 2015 | Pocket Gamer       | Os 5 Melhores Jogos de Terror Mobile           | 2       | [ 31 ] |
| 2015 | Kotaku             | Os 10 Melhores Jogos de Terror                 | 3       | [ 32 ] |
| 2014 | IGN                | Top 10 Melhores Jogos de Horror                | 6       | [ 29 ] |
| 2014 | PC Gamer           | Melhores Jogos de Terror de 2014               | 8       | [ 30 ] |
| 2015 | GamesRadar         | Melhores Jogos de Terror de Todos os Tempos    | 12      | [ 36 ] |
| 2015 | GameSpot           | Os Melhores Jogos de Terror de Todos os Tempos | 15      | [ 37 ] |
| 2014 | Destructoid        | Os Melhores Jogos Indie de Terror de 2014      | 7       | [ 38 ] |
| 2014 | Rock Paper Shotgun | Os Melhores Jogos Indie de Terror              | 5       | [ 39 ] |
| 2016 | IndieDB            | Melhores Jogos Indie de Terror                 | 8       | [ 33 ] |
| 2017 | PC Gamer           | Top 100 Jogos Indie de Todos os Tempos         | 15      | [ 34 ] |
| 2018 | Polygon            | Top 100 Jogos de Terror                        | 25      | [ 40 ] |
| 2021 | GameInformer       | Top 25 Melhores Jogos Indie                    | 7       | [ 41 ] |

## Legado
Após o seu lançamento, Five Nights at Freddy's tornou-se imensamente popular e ganhou seguidores cult. Foi o jogo mais vendido no Desura na semana que terminou em 18 de agosto de 2014, e ganhou popularidade devido à sua inclusão em vários vídeos populares de "Let's Play" do YouTube. Esse sucesso levou ao desenvolvimento da série de jogos eletrônicos e franquia de mídia Five Nights at Freddy's, começando com o lançamento de Five Nights at Freddy's 2 em novembro de 2014. Além dos jogos, a franquia se expandiu para a literatura. O primeiro livro, Five Nights at Freddy's: The Silver Eyes, foi publicado em 2015. Os livros contam histórias diferentes dos jogos, mas Scott Cawthon usou os livros para explicar eventos que não foram totalmente explicados nos jogos. Em 2017, a Blumhouse Productions adquiriu os direitos para fazer uma adaptação cinematográfica do jogo, que foi lançada em 27 de outubro de 2023. Five Nights at Freddy's também foi sujeito a inúmeros clones e fangames, e mercadorias que foram produzidas por empresas como a Funko e McFarlane Toys.